# Les Contes de l'Alhambra
Les Contes de l'Alhambra (titre original : Tales of the Alhambra: A Series of Tales and Sketches of the Moors and Spaniards, soit, en français : Contes de l'Alhambra : une série de contes et d'esquisses sur les Maures et les Espagnols) est un recueil d'essais, de croquis verbaux (en) et de contes écrit en 1832 par l'auteur américain Washington Irving (1783–1859). Il est inspiré et en partie écrit lors de sa visite de 1828 au complexe palatial connu sous le nom d'Alhambra à Grenade, en Andalousie, en Espagne.

## Historique

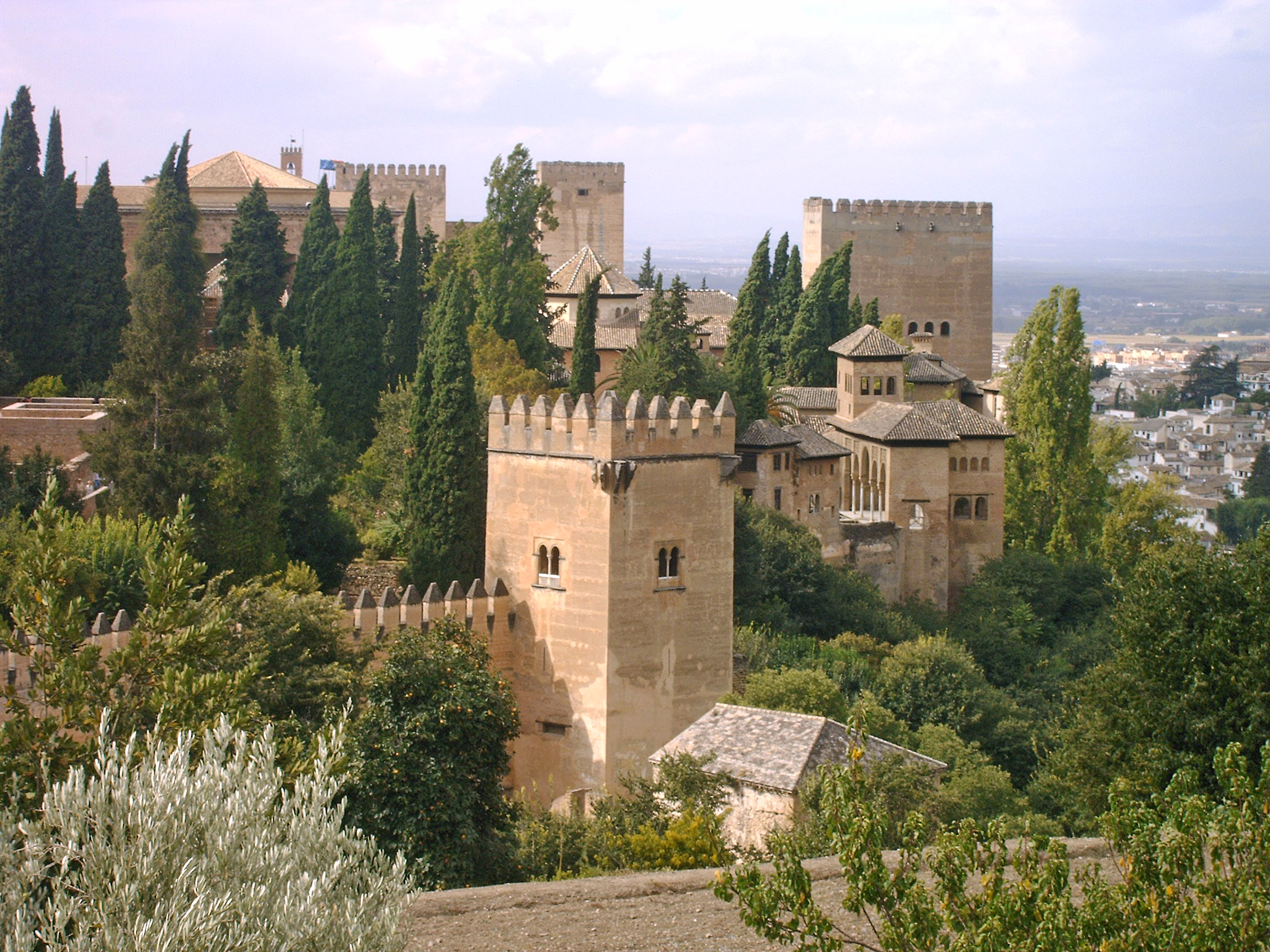
Irving a vécu au palais de l'Alhambra pendant qu'il écrivait une partie du contenu de son livre.

Peu de temps après avoir terminé une biographie de Christophe Colomb en 1828, Washington Irving voyagea de Madrid, où il séjournait, puis à Grenade. À première vue, il la décrit ainsi : « une ville très pittoresque et très belle, située dans l'un des plus beaux paysages que j'aie jamais vus ». Irving préparait un livre intitulé Chronique de la conquête de Grenade (en), une histoire des années 1478-1492, et poursuivait ses recherches sur le sujet. Il a immédiatement demandé au gouverneur de l'époque du palais historique de l'Alhambra ainsi qu'à l'archevêque de Grenade l'accès au palais, ce qui lui a été accordé en raison de son statut de célébrité. Aidé par un guide de 17 ans nommé Mateo Ximenes, Irving a rassemblé des légendes et des contes sur l'Alhambra, puis est parti vers d'autres régions d'Espagne. L'année suivante, il retourne à l'Alhambra et y vit dans un appartement pendant environ trois mois, et obtient l'accès à ses archives. Irving s'est inspiré de ses expériences pour écrire Les Contes de l'Alhambra.
Le livre combine description, légendes et récits d'évènements historiques réels, jusqu'à la destruction de certaines des tours du palais par les Français sous le comte Sebastiani en 1812, et les dommages supplémentaires causés par un tremblement de terre en 1821. Tout au long de son voyage, Irving a rempli ses carnets et ses journaux de descriptions et d’observations, même s’il ne croyait pas que son écriture lui rendrait un jour justice. Il a écrit : « Comme mes gribouillages sur ce lieu sont indignes ». Irving a continué à voyager à travers l'Espagne jusqu'à ce qu'il soit nommé secrétaire de légation à l'ambassade des États-Unis à Londres, servant sous le nouveau ministre Louis McLane.Il arrive à sur place fin septembre 1829.

## Historique des publications
The Alhambra: a series of tales and sketches of the Moors and Spaniards (L'Alhambra : une série de contes et de croquis des Maures et des Espagnols) a été publié en mai 1832 aux États-Unis par les éditeurs Lea & Carey et simultanément en Angleterre par Henry Colburn (en), et attribué à « Geoffrey Crayon ». Constitué d'une série d'essais et de courts textes de fiction, il était appelé son « Carnet de croquis espagnol ». Peu de temps après la publication du livre, Irving est retourné à New York après une absence de 17 ans des États-Unis.
En 1851, Irving écrivit une « Édition révisée de l'auteur », intitulée L'Alhambra.

## Héritage et influence

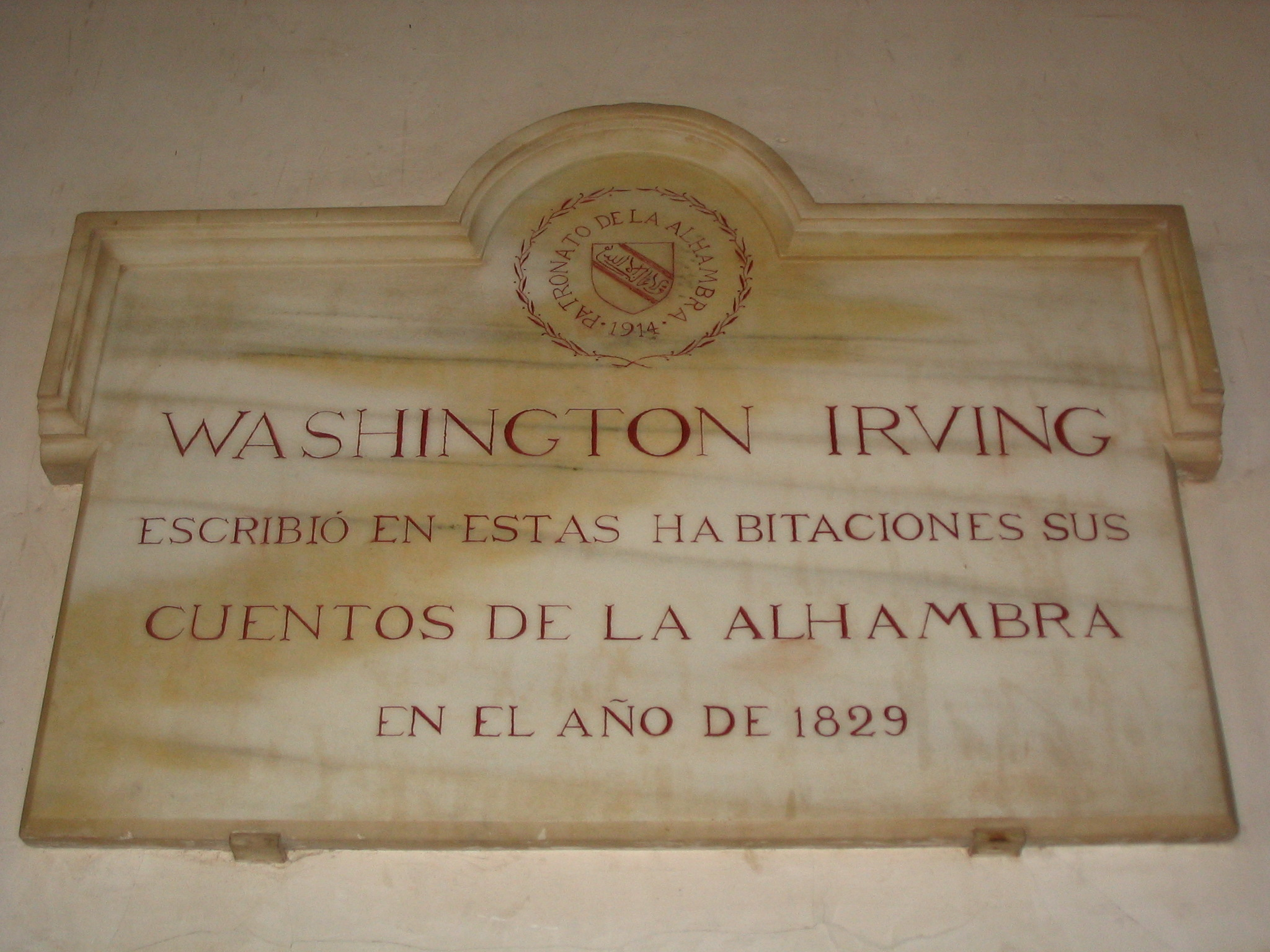
Plaque commémorative à l'Alhambra, sur laquelle est écrit « Washington Irving a écrit ses Contes de l'Alhambra dans ces salles en 1829 » en espagnol

Le conte en vers d'Alexandre Pouchkine, Le Coq d'or, écrit en 1834, est notamment basé sur un des Contes de l'Alhambra, La légende de l'astrologue arabe.
Le livre a été traduit en bengali par Taslimuddin Ahmad (en) au XIXe siècle.
Dudley Buck a mis en musique des parties du texte du chapitre de Don Munio pour son oratorio de 1874 , La Légende de Don Munio.
Erwin von Busse (en) a publié un recueil de nouvelles intitulé Liebesmärchen ou « Contes de fées des amoureux » basé sur les Contes de l'Alhambra en Allemagne en 1921,.
Le livre sert de base au film espagnol de 1950 Les Contes de l'Alhambra (es).
La Légende de l'héritage du Maure a été adaptée en dessin animé soviétique en 1959.
La Villa Zorayda (en), musée de Saint Augustine (Floride), basé sur une aile de l'Alhambra, tire son nom d'un personnage du livre d'Irving (plus précisément de « La Légende des trois belles princesses »).
La ville d'Alhambra (Californie), porte le nom du livre. En 1874, la fille de Benjamin Wilson lisait le livre et l'encouragea à utiliser ce nom pour son nouveau développement de banlieue à Los Angeles,.
La Légende du Prince Ahmed Al Kamel ou Le Pèlerin de l'Amour a été adaptée en livre d'images pour enfants Le Prince des Oiseaux, écrit et illustré par Amanda Hall en 2005.